# معركة الرخيمة
معركة الرخيمة أو معركة الرخيمية هي غارة شنتها القوات الكويتية سنة 1900 على أرض الرخيمية غرب إمارة الكويت، وجنوب لواء المنتفق وشرق إمارة آل رشيد، ويسكنها ابن طوالة وعشيرته من قبيلة شمر وتخضع لحكم عبد العزيز بن رشيد، وفيها ترك ابن رشيد ثقله وحلاله ولم يكن بها العديد من الرجال، فأغارا عليها وأخذا الكثير من الأموال والحلال.

## ماقبل المعركة
في شهر صفر 1318هـ/يونيو 1900م قدم يوسف الابراهيم على حائل، وفور أن حل ضيفًا وحليفًا لابن رشيد لم يطق مبارك صبرًا وأخذ يتحرك على كل صعيد لنفض ما أمكن من غزل يوسف الإبراهيم السياسي، فطلب من الجلوية الذين عنده (ابن سعود والسليم والمهنا) الخروج من الكويت والإغارة على نجد. فخرج عبد الرحمن وشن غارة على مجموعة من قبيلة قحطان التابعة لإمارة ابن رشيد بالقرب من روضة سدير، فتمكن من الحصول على غنائم عديدة. وفي أثناء ذلك أرسل الشيخ مبارك إلى الأمير ابن رشيد يطلب منه عقد الصلح، وإبعاد يوسف عن حائل مقابل عدم عودة اللاجئين الذين عنده إلى الكويت. ولكن وصلت إلى ابن رشيد معلومات أن مبارك قد أمد هؤلاء الجلوية بالمال والسلاح، فرفض ابن رشيد عرض مبارك وهدده بالوعد في صفاة الكويت. فاستدعى مبارك الإمام عبد الرحمن ومن معه على وجه السرعة إلى الكويت، حيث أنزلهم الجهرة، وكان ذلك نهاية ربيع الأول 1318هـ/يوليو 1900م
وفي 20 سبتمبر 1900م جرى التحالف بين الشيخ مبارك والأمير عبد الرحمن بن سعود مع تلقيهما وعد من شيخ المنتفق سعدون لضرب الأمير عبد العزيز المتعب. بالمقابل كان الأمير عبد العزيز يعاني من أزمة حرجة، تمثلت في صعوبة توفير السلاح بعد أن أغلقت الكويت ميناءها في وجه إمارته، فاعتماده على الدولة العثمانية ممثلة في والي البصرة لجلب السلاح يتطلب وقتا طويلا. ولكن بعد قدوم الشيخ يوسف الإبراهيم خففت حدة هذه الأزمة، حيث تكفل بتوفير السلاح المطلوب باستخدام قدراته المالية ونفوذ آل إبراهيم في الهند. فقامت أسرة آل ابراهيم ممثلة بالشيخ عبد العزيز بن علي آل إبراهيم بشراء الأسلحة بشحنها إلى قطر فيقوم جاسم آل ثاني بإرسالها إلى حائل دون تأخير، واشترى يوسف ألف جمل لنقل قوات إمارة حائل إلى جانب تقديمه دعم مادي وصل إلى 10,000 ليرة عثمانية.

## المعركة
بعد ان غزا عبد الرحمن آل سعود سدير في قلب نجد أرسل عبد العزبز المتعب رسالة تهديد إلى مبارك الصباح، وأكد أنه يعلم أنه وراء تلك الغزوة وأنه سيغزو بلاده. فأرسل مبارك إلى ابن سعود يطلب منه العودة إلى الكويت، وفي الوقت ذاته أخذ يحشد الحشود في الجهرة استعدادًا لرد هجوم ابن رشيد المتوقع وذلك في ربيع الأول 1318هـ/يوليو 1900م. أما ابن رشيد فقد خرج من حائل بداية ربيع الأول/يوليو وعسكر في وادي الحسكي، وحفظ نفسه بالعيون واستنفر شمر، وكانت خطته مراقبة تحركات الجيش الكويتي المتمركز في الجهرة متحينا الفرصة للانقضاض عليه. وقد أرسل ابن صباح كشافته إلا أنهم لم يصلوا إلى موضع جيش ابن رشيد، حتى ظن مبارك أن ابن رشيد لم يخرج من حائل، فبدأ يأذن للبادية الذين معه للانصراف، وأرسل جزءًا من جيشه بقيادة أخيه حمود لمتابعة أخبار جيش ابن رشيد. فأتت الأنباء إلى ابن رشيد أن الشيخ مبارك أرخص باديته، عندها تحرك وغزا المنتفق بقيادة سعدون بن منصور بالقرب من الخميسية. أما جيش حمود الذي خرج ومعه ابن أخيه سالم بتاريخ 10 رجب 1318هـ/2 نوفمبر 1900 (وقيل في ربيع الآخر 1318هـ/أغسطس 1900م) إلى السماوة عن طريق جريشان، فقد تمكنا من الوصول إلى جيش عبد العزيز بن رشيد، إلا إنهما بعد أن شاهدا نيران الجيش ليلا قررا انه لا قدرة لهما على كسره والتغلب عليه فغيرا مسيرهما جنوبًا إلى آبار (رخيمية) وهي أرض لابن طوالة وعشيرته من قبيلة شمر التي تقع في المنطقة المحايدة (سابقا) بين نجد والعراق، وقد ترك ابن رشيد ثقله فيها ولم يكن بها العديد من الرجال، فأغارا عليها وأخذا الكثير من أموالهم وحلالهم.

## وصلات خارجية
- موقع الرخيمية في الخارطة العراقية اللوجستية العامة (ar Rukhaimiyah) Iraq:General Logistics Planning Map 2015